# Lipnica (obwód sofijski)
Lipnica (bułg. Липница) – wieś w Bułgarii, w obwodzie sofijskim, w gminie Botewgrad. Według danych szacunkowych Ujednoliconego Systemu Ewidencji Ludności oraz Usług Administracyjnych dla Ludności, 15 września 2022 roku miejscowość liczyła 132 mieszkańców.

## Geografia
Centrum wsi położone jest w dolinie otoczonej długowiecznymi lasami sosnowymi i dębowymi. We wsi Lipnica znajduje się ponad trzydzieści jaskiń. Do miejscowości przynależy wiele małych górskich przysiółków (machał).

## Osoby związane z miejscowością
- Newena Caczewa (1884–?) – bułgarska pedadog
- Nikoła Wyłkow (1882–1944) – bułgarski agronom